# Amanda und Betsy
Amanda und Betsy (Originaltitel: Ready or Not bzw. Premières Fois) ist eine kanadische Jugendserie, die in ihrem Ursprungsland von 1993 bis 1997 lief. In Deutschland lief die Serie von 1994 bis 1997 im ZDF und später auf KI.KA. Die fünf Staffeln dauernde Serie begleitete die Freundinnen Amanda Zimm (Laura Bertram) und Elisabeth, genannt Betsy (in der englischsprachigen Version: Busy) Ramone (Lani Billard) von der sechsten bis in die neunte Klasse.

## Charakterisierung der Serie
Die beiden Mädchen Amanda und Betsy sind sehr unterschiedlich. Amanda ist ein Einzelkind und stammt aus einer jüdischen Familie, Betsys Familie ist italienischer Herkunft und katholisch. Außerdem hat Betsy drei Brüder. Amanda legt großen Wert auf ihr Äußeres und kann es kaum erwarten, eine Frau zu werden. So sehnt sie sich zu Beginn der ersten Staffel nach ihrer ersten Periode und drängt ihre Mutter dazu, ihr einen BH zu kaufen. Betsy ist dagegen ein eher burschikoser Typ. Dass sie als Gegenstück zu Amanda konzipiert ist, ist auch daran ersichtlich, dass sie im Gegensatz zur blonden Amanda dunkle Haare hat.
Trotz aller Unterschiede sind Amanda und Betsy beste Freundinnen. Beide müssen in einem schwierigen Alter ihr Leben meistern, in der Familie, in der Schule, im Zusammenspiel mit den Gleichaltrigen. Dabei geht es um verschiedene Dinge, die wie aus dem richtigen Leben erscheinen sollen: Gruppenzwang, Rauchen, Minderwertigkeitskomplexe, Eifersucht, erste Erfahrungen mit Alkohol, Vorurteile. Immer wieder geht es auch um sexuelle Themen, die aber nie explizit thematisiert werden. Im Leben der beiden Familien passieren Veränderungen: Betsys Mutter erleidet eine Fehlgeburt, will später die Familie verlassen, Betsy hat ihren ersten Freund, gegen den ihr Vater Vorurteile hat, ihr älterer Bruder verlobt sich und heiratet schließlich… Amandas Eltern lassen sich scheiden, ihre Mutter probiert es mit verschiedenen Beziehungen, wovon Amanda nicht besonders begeistert ist, schließlich heiratet sie. Dies führt dazu, dass Amanda mit ihrer Mutter und dem Stiefvater wegziehen wird, womit die Serie endet.
Die Serie versucht offenbar, den Alltag von Mädchen in der frühen Pubertät realistisch darzustellen. Stellenweise, zum Beispiel im Hinblick auf bestimmte Themen wie Alkohol und Sex, wirkt sie etwas „pädagogisch“, was gerade von älteren Kindern als störend empfunden werden kann. Durch die zwei unterschiedlichen Mädchen versucht die Serie es zu vermeiden, Mädchen auf ein bestimmtes Bild festzulegen. Dies wird jedoch von vielen als Stereotypisierung empfunden. Die Serie will die Sicht von einem Recht auf freie Persönlichkeitsentfaltung vermitteln. Dies wird beispielsweise in der Folge, in der Betsy ihre Menarche bekommt, deutlich. Auch die Erwachsenen in der Serie haben ihre Schwächen und werden nicht als allwissende Übermenschen dargestellt. Die Serie vermittelt ein tolerantes Weltbild in Bezug auf unterschiedliche Herkunft, Religion, Hautfarbe oder sexuelle Orientierung (in einer Folge kommt ein Homosexueller vor). Die Figuren der Serie geben in Konfliktsituationen nicht auf, müssen aber oft erkennen, dass es eine Ideallösung nicht gibt.

## Synchronsprecher
| Rolle                 | Schauspieler    | Deutscher Sprecher                                |
| --------------------- | --------------- | ------------------------------------------------- |
| Amanda Zimm           | Laura Bertram   | Simone Seidenberg                                 |
| Betsy Ramone          | Lani Billard    | Kristina von Weltzien                             |
| Phyllis Zimm          | Gail Kerbel     | Heidi Schaffrath                                  |
| Leonard Zimm          | John Lefebvre   | Klaus Nietz                                       |
| Lucy Ramone           | Diana Reis      | Marion Martienzen                                 |
| Sam Ramone            | Gerry Mendicino | Peter Aust (1. Stimme) Horst Stark (2. Stimme)    |
| Manny Ramone          | Joseph Griffin  | Alexander Burk (1. Stimme) Nico König (2. Stimme) |
| Dominick Ramone       | Fab Fillipo     | Marek Harloff                                     |
| Frankie Ramone        | Noah Plener     | Leonhard Mahlich                                  |
| Michael 'Monkey Ears' | Benjamin Plener | Willem Manke                                      |

## Wissenswertes
- In der Serie ist Lani Billards Charakter katholisch und hat Geschwister, Laura Bertrams Charakter ist ein jüdisches Einzelkind. In der Realität ist es genau umgekehrt.
- Elizabeth Ramones Spitzname ist in der deutschen Version „Betsy“, ihr ursprünglicher Spitzname „Busy“ ist aber auf der Halskette zu lesen, die sie oft trägt.
- Lani Billard ist gegenwärtig Sängerin und Songwriterin.